# Grigoriy Yegorov
Pour les articles homonymes, voir Iegorov.
Grigoriy Yegorov (en russe : Григорий Александрович Егоров), né le 12 janvier 1967 à Chimkent, est un athlète soviétique puis kazakh, pratiquant le saut à la perche.

## Palmarès

### Jeux olympiques d'été
- Jeux olympiques de 1988 à Séoul,  Corée du Sud
  -  Médaille de bronze

### Championnats du monde d'athlétisme
- Championnats du monde 1993 à Stuttgart,  Allemagne
  -  Médaille d'argent

### Championnats du monde d'athlétisme en salle
- Championnats du monde en salle 1993 à Toronto,  Canada
  -  Médaille d'argent
- Championnats du monde en salle 1989 à Budapest,  Hongrie
  -  Médaille d'argent

### Championnats d'Europe d'athlétisme
- Championnats d'Europe 1990 à Split,  Yougoslavie
  -  Médaille d'argent

### Championnats d'Asie d'athlétisme
- Championnats d'Asie 2002 à Colombo,  Sri Lanka
  -  Médaille de bronze